# Coko-Werk

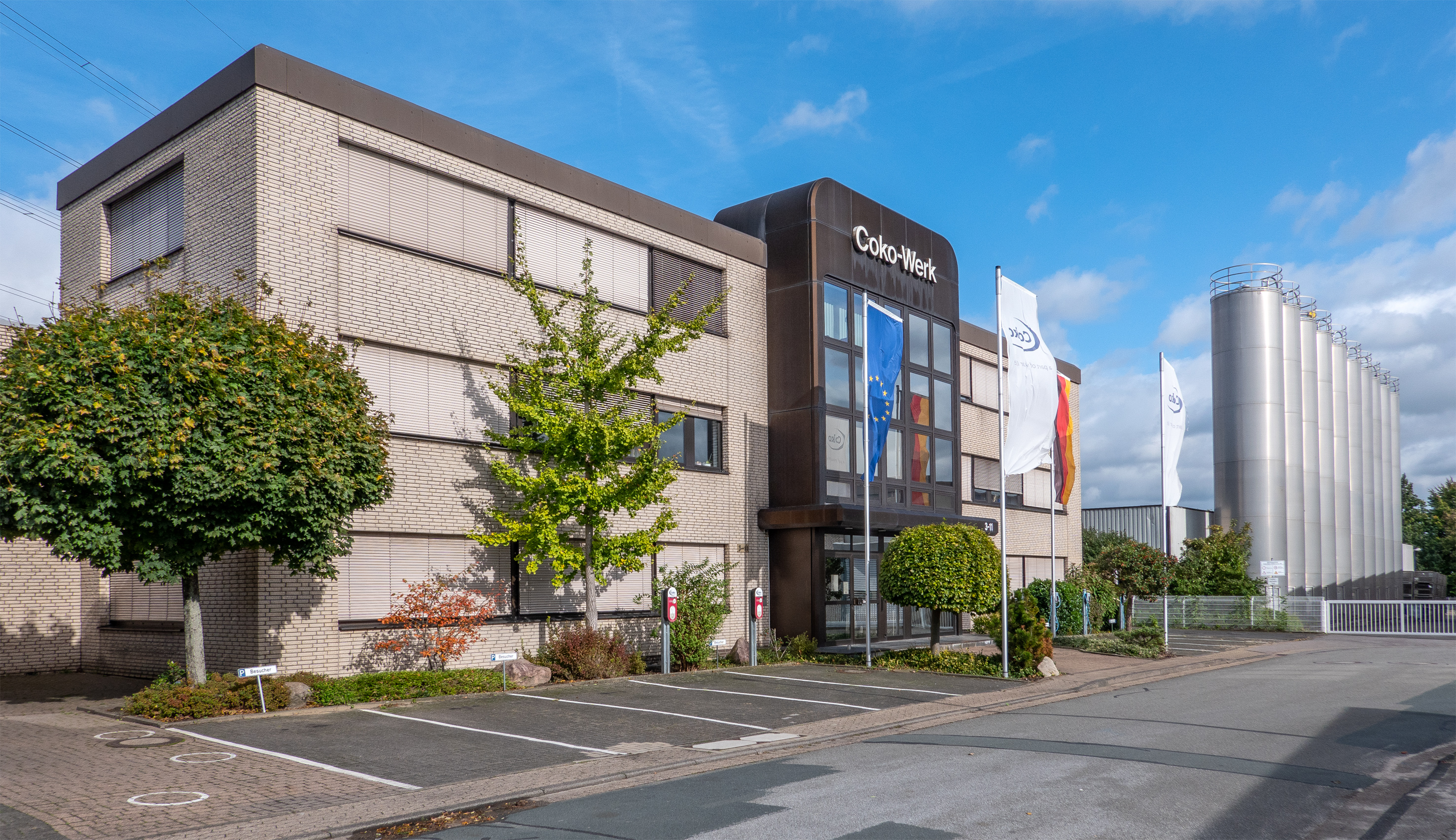
Coko-Werk GmbH & Co. KG in Bad Salzuflen

Die Coko-Werk GmbH & Co. KG ist ein kunststoffverarbeitendes Unternehmen in der Stadt Bad Salzuflen in Nordrhein-Westfalen, welches in verschiedenen Branchen (Automotive, weiße Ware, Heizung & Klima, Medizintechnik und Industrie) tätig ist.

## Geschichte
Die Coko-Werk GmbH & Co. KG wurde 1926 von Conrad Koch in Kassel gegründet. Damals produzierte Coko elektrostatische Reinigungsgeräte. Aufgrund des Zweiten Weltkrieges zog das Unternehmen nach Metz. Dort baute Coko eine Fabrikation von Spritzgussartikeln auf. 1944 zog das Unternehmen wieder zurück nach Deutschland. In Bad Salzuflen-Schötmar setzte Coko verstärkt auf die Verarbeitung moderner Kunststoffe. Auf Grund geringer Kapazitäten legte das Unternehmen 1969 den Grundstein für die neue Produktionsstätte in Bad Salzuflen-Holzhausen. Typische Coko-Produkte waren in den 1960er Jahren Möbelteile für die regionale Industrie und Werbeartikel für verschiedene Kunden. 1971 übernahm Reinhard Spieker die Firmenleitung des Werkes. Zur Produktion gehörten technische Gehäuseteile sowie Computergehäuse. Aufgrund des ständigen Wachstums nahm das Unternehmen 1985 zwei große Fertigungshallen samt Verwaltungsgebäude in Betrieb. Im Jahr 2000 wurde das Zweigwerk in Łódź gegründet. Im Anschluss gründete Coko 2007 in Çerkezköy ein Werk und 2012 ein weiteres Werk in der Nähe von Łódź.  Das Łódźer Werk brannte im Juli 2015 ab und wurde anschließend neu gebaut.

## Standorte
Am Firmensitz in Bad Salzuflen besitzt das Unternehmen einen Spritzgussproduktion, einen Werkzeugbau, eine Lackiererei und eine Montage. Das Coko-Werk ist Lieferant von Kunststoff-Spritzgussteilen und bedient dabei vor allem die Branchen: Automotive, weiße Ware, Heizung & Klima, Medizintechnik und Industrie.
Momentan beschäftigt das Unternehmen in Bad Salzuflen ca. 550 Mitarbeiter. 
An beiden polnischen Standorten in Łódź und in Konstantynów Łódzki sind etwa 580 Mitarbeiter beschäftigt. 2019 wurde in die Erweiterung von 6000 m² Produktions- und Logistikfläche investiert, um der steigenden Nachfrage der Automobilindustrie und der weißen Ware nachzukommen.
Im türkischen Çerkezköy arbeiten etwa 270 Mitarbeitern für das Unternehmen.